# Murcja (wspólnota autonomiczna)
Murcja, Region Murcji (hiszp. Murcia, Región de Murcia) – nadmorska wspólnota autonomiczna, prowincja i region historyczny w południowo-wschodniej Hiszpanii. Powierzchnia prowincji liczy 11,3 tys. km². Na tym obszarze mieszka około 1,446 mln mieszkańców (2009). Graniczy z Andaluzją od zachodu, Kastylią-La Manchą od północy i Walencją od wschodu.
Większość krainy, poza nadmorskimi równinami, pokryta jest wzniesieniami, które wchodzą w skład masywu Sierra Nevada. Teren ten bogaty jest w surowce mineralne, szczególnie cynk i ołów. Wydobycie rud i ich przetwórstwo jest ważną gałęzią gospodarki Murcji. Bardzo rozwiniętą dziedziną rolnictwa jest uprawa warzyw (pomidory, papryka). Największą rzeką Murcji jest Segura.
Stolicą prowincji jest 410-tysięczna (2005) Murcja. Inne ważniejsze miasta to m.in. Cartagena.
Na Costa Cálida znajdują się jedne z najbardziej popularnych kurortów w Hiszpanii. Zlokalizowane są one głównie wokół laguny Mar Menor (Mniejsze Morze).
Murcja była pierwszą krainą na Półwyspie Iberyjskim zajętą przez Kartagińczyków, którzy założyli tu Nową Kartaginę. Po rzymskim podboju Murcję wcielono do prowincji Hispania Tarraconensis. W czasach panowania Maurów (od 714) prowincja nosiła nazwę Todmir niezależne małe państwo wcielone w 756 do państwa Omajjadów. Od XI wieku samodzielny emirat, przyłączony do Kastylii po zdobyciu 1265 przez chrześcijan.
Mieszkańcy Regionu oraz obszarów z nim graniczących (Vega Baja, Alto Vinalopó, Almansa, Campos de Hellín, Sierra del Segura, Huéscar y Los Vélez), a należących do sąsiednich prowincji, posługiwali się w przeszłości specyficznym dialektem języka hiszpańskiego zwanym el Murciano lub lengua Murciana (lok. Llengua Maere). Jedną z odmian tego dialektu jest Panocho, występujący historycznie w prowincjach dzisiejszego Regionu Murcia (Vega Media, la Huerta de Murcia i la Vega Baja), a do dzisiaj używany tam na obszarach wiejskich. Używają go także starsi mieszkańcy większych miast, w tym stolicy regionu.
Mowa murcjańska jest z trudem rozumiana przez władających standardowym językiem kastylijskim, a dla osób, dla których kastylijski nie jest językiem ojczystym, jest praktycznie niezrozumiała.
Mowa ta ewoluuje i w miastach, w szczególności wśród młodzieży, nie używa się już panocho, a specyficznej lokalnej odmiany kastylijskiego, różniącej się od oryginału głównie wymową.

## Prezydenci wspólnoty autonomicznej
| Prezydent                  | Od   | Do   | Partia |
| -------------------------- | ---- | ---- | ------ |
| Andrés Hernández Ros       | 1982 | 1984 | PSOE   |
| Carlos Collado             | 1984 | 1993 | PSOE   |
| María Antonia Martínez     | 1993 | 1995 | PSOE   |
| Ramón Luis Valcárcel       | 1995 | 2014 | PP     |
| Alberto Garre López        | 2014 | 2015 | PP     |
| Pedro Antonio Sánchez      | 2015 | 2017 | PP     |
| María Dolores Pagán (p.o.) | 2017 | 2017 | PP     |
| Fernando López Miras       | 2017 |      | PP     |